# AZ TIME MUSIC
『AZ TIME MUSIC』（アズ・タイム・ミュージック）は、2007年10月から2009年3月31日まで全国FM放送協議会 (JFN) 加盟局で放送されていたジャパンエフエムネットワーク (JFNC) 制作のラジオ番組である。
東野純直がパーソナリティを務めていた平日夕方の音楽番組。毎週月曜 - 木曜 16:00 - 16:55（日本標準時）での放送を基本としていたが、この時間帯には自社製作番組を編成する局が多く、本番組を選択する局は少なかった。ネットしていた局も、自社製作番組もしくはTOKYO FM制作のラジオドラマ『ON THE WAY COMEDY 道草』→『ラジオ劇団・小さな奇跡』を放送するために番組を途中で飛び降りていた。

## コーナー
- ゲストコーナー（16:10頃から放送） - 2008年10月1日から実施。
- FMラジオショッピング（16:21から放送） - 番組内コーナーとして放送。前番組『SUNSET JAM』と同様に、このコーナーのみをネットする局も見られた。
- AZ TIME SELECTION（16:30から放送） - 週ごとに何らかのテーマを設け、それに基づいて東野自らが選んだ曲をかける。

## ネット局

### 番組をフルネットしていた局
- 長野エフエム放送（FM長野）
- 岐阜エフエム放送 (Radio 80) - 2008年3月までは、JFNから送られてくるフィラー音楽を流す『トラフィック』枠を16:26 - 16:30に設けていた。

### 番組を途中で飛び降りていた局

#### 16:26に一旦飛び降りた後、番組に復帰
番組は、16:26前後の時間帯に各局ローカルコーナー放送用の枠を設けていた。以下、各局の番組表にて確認できたコーナーを記載。
- エフエム福島（ふくしまFM） - 『ウェザーインフォメーション』→『福島県警 ふくしま POLICE NAVI』を放送のため[1]。
- 富山エフエム放送（FMとやま） - 『天気予報』を放送のため。
- 福井エフエム放送（FM福井） - 『ウエザーリポート』を放送のため。
- 三重エフエム放送 (radio3) - 『Relax Cube』を放送のため[2]。

#### 16:45に飛び降り
以下のうち、ふくしまFM以外の局は16:45 - 16:55に『ON THE WAY COMEDY 道草』→『ラジオ劇団・小さな奇跡』を放送していた。
- エフエム青森（FM青森）
- エフエム秋田（FM秋田）
- エフエム福島（ふくしまFM） - 16:45 - 17:00に『一枚の写真から』を放送していたため[1]。
- 富山エフエム放送（FMとやま）
- 三重エフエム放送 (radio3)

### 途中でネットを打ち切った局
- 長野エフエム放送（FM長野） - 『The Step』の放送開始に伴い、2008年9月をもって打ち切り。
- 三重エフエム放送 (radio3) - 『ミエガクラジオ』の放送開始に伴い、2008年3月をもって打ち切り。その後は『FMラジオショッピング』のみをネットしていた[3]。